# Чупров, Дмитрий Михайлович
Дмитрий Михайлович Чупров (10 мая 1978, Курган — 14 сентября 2012, Курган) — российский шахматист, гроссмейстер (2008).

## Биография
Дмитрий Михайлович Чупров родился 10 мая 1978 года в городе Кургане Курганской области.
Воспитанник курганской шахматной школы, тренер — Алексей Владимирович Пугачёв. Чемпион России среди спортсменов до 16 лет (1993). Победитель Всемирной Олимпиады в составе юношеской сборной России (1993). В 1994 году выиграл турнир «Кубок Кремля».
В 1995 году Чупров стал чемпионом России среди юношей до 18 лет и победителем Всемирной шахматной Олимпиады в составе юношеской сборной России на первой доске.
Переехав на постоянное место жительство в Тобольск, стал многократным чемпионом Тюменской области, победителем и призёром чемпионатов Уральского федерального округа, бронзовым призёром командного чемпионата России и клубного чемпионата Европы, призёром нескольких этапов Кубка страны и крупных международных турниров.
В 2011 году вернулся в Курган, работал тренером в областной ДЮСШ.
Дмитрий Михайлович Чупров скоропостижно скончался 14 сентября 2012 года. Похоронен на Новом Рябковском кладбище города Кургана Курганской области.

## Награды и звания
- Звание «Международный мастер», 1996 год
- Звание «Гроссмейстер», 2008 год

## Изменения рейтинга
| Графики недоступны из-за технических проблем. См. информацию на Фабрикаторе и на mediawiki.org. |